# Cesare Balbo
Cesare Balbo (Torí, 1789 — 1853) va ser un polític i escriptor italià. Va influir de forma destacada en el Risorgimento i en la Reunificació italiana. Liberal moderat, va ser president del consell del Regne de Sardenya (1848). Com a escriptor destacà per la seva temàtica històrica i política.

## Obres
- Speranze d'Italia (1844)
- Sommario della storia d'Italia (1846)